# Jean Todt
Jean Todt (* 25. února 1946 ve francouzském Pierrefortu) je bývalý výkonný ředitel závodní stáje Scuderia Ferrari, která působí v závodech Formule 1. Dne 25. října 2006 byl zvolen CEO (hlavním výkonný ředitelem) stáje, o rok a půl později (přesněji 18. března 2008) na tuto funkci rezignoval. 23. října 2009 byl v Paříži zvolen prezidentem FIA.

## Biografie
Narodil se v Pierrefortu ve francouzském departementu Cantal, jeho předkové pocházeli z Francie a Polska. Jeho automobilová kariéra začala ve chvíli, kdy si vzal otcův Mini Cooper S, aby se projel. Poté prošel rolemi jezdců různých šampionátů, ale rozhodl se ukázat svou sílu jako spolujezdec – s týmem Peugeot Talbot Sport Rally Team spolupracoval až do roku 1981, kdy odešel do závodního důchodu.
Tento tým mu přenechal pozici v managementu, jejíž pracovní náplní bylo organizovat konstrukci a design Peugeotu 205 Turbo 16 na Světový šampionát v rallye roku 1984. Po pomalém startu vyhrál typ 205 světové šampionáty v roce 1985 a 1986. Pod Todtovým vedením sbíral úspěchy i další vůz – Peugeot 905, který vyhrával šampionáty sportovních prototypů (např. Le Mans nebo Světový šampionát sportovních aut) až do 90. let. Peugeot, přes jeho naléhání, odmítl účast v šampionátu Formule 1, takže když mu v roce 1993 Scuderia Ferrari F1 team nabídl místo, chytil se této příležitosti. Po odchodu z této funkce se stal ředitelem FIA. Roku 2021 oznamuje odchod z funkce prezidenta FIA.

## Scuderia Ferrari
Stal se prvním jmenovaným prezidentem Ferrari Lucou di Montezemolo, který byl dosazen do vedení kdysi legendárního týmu, jež „se stal tak trochu vtipem“. Během vedení Todta a di Montezemola byl v roce 1996 najat Michael Schumacher, se kterým přišel do závodní stáje i stratég Ross Brawn a designer Rory Byrne. Tato šťastná souhra vytvořila téměř nerozlučný tým. Todt a Luca di Motezemolo, prezident společnosti Ferrari, jsou považováni za odpovědné za změnu celého týmu Ferrari z bezmocného (bez zakladatele Enzo Ferrariho se tým zdál být již minulostí) v silného soupeře, kterým je dnes.
Během roku 2004, když se blížil čas odchodu prezidenta FIA Maxe Mosleyho do důchodu, vzrostl počet zvěstí o tom, že by na jeho místo mohl kandidovat právě on sám. Mosley to okomentoval slovy, že ačkoli by mohl být vynikajícím prezidentem, je spokojený ve Ferrari. Dlouhou dobu se pak usuzovalo, že až Michael Schumacher odejde z Formule 1, mohl by své místo opustit. Zřejmě proto, aby si udržel Todtovu věrnost, prezident Montezemolo jej podporoval ve vůdčím postavení v kompletní činnosti společnosti, která zahrnovala i výrobu tramvají.
Ve funkci ředitele ředitele týmu Scuderia F1 Team zůstal jednu sezónu. 1.1.2008 ho v této funkci vystřídal Stefano Domenicali, ve funkci hlavního výkonného ředitele Ferrari však setrvává.
Francouzská vláda mu udělila titul „Chevalier“ (rytíř) z „Legion d´Honneur“, dále byl v lednu 2007 titulován „Grand Officier“. V Malajsii se mu dostalo oficiálního titulu „Datuk“, což je obdoba britského rytířského titulu.
Malou roli manažera červené hippodromové stáje si zahrál ve filmu Asterix a Olympijské hry (spolu s Michaelem Schumacherem jako svým jezdcem).

## Osobní život
Zásnuby s herečkou Michelle Yeoh oznámil 28.9.2005, ona je však následně odmítla. V březnu 2007, Yeoh popřela své tvrzení ohledně nastávající svatby. Během rozhovoru s Craigem Fergusonem v The Late Late Show na CBS (31.7.2008) potvrdila fámu, že s ním byla zasnoubená.
Jeho syn Nicolas je manažerem jezdců Formule 1, mezi ně patří jezdecFelipe Massa i současný jezdec Ferrari Charles Leclerc